# Galjoenvissen
Galjoenvissen (Dichistiidae) zijn een familie van straalvinnige vissen uit de orde van Baarsachtigen (Perciformes).

## Geslacht
- Dichistius Gill, 1888